# 天平邨巴士總站
天平邨巴士總站（英文：Tin Ping Estate Bus Terminus）是位於香港新界北區上水天平邨的巴士總站。位於天平路天平新城對出，在天平邨和皇府山之間。現時有6條巴士路線以此處為總站。

## 歷史
- 1989年11月27日：270線投入服務。
- 2000年6月4日：261線投入服務。
- 2011年2月14日：261P線總站遷往此站[1]。
- 2013年8月24日：277E線及277P線投入服務。
- 2019年9月30日：261線總站遷往粉嶺（祥華），此站改為來回程中途站。
- 2022年7月18日：城巴56線投入服務。

## 總站路線資料

### 城巴56線
- 屯門（菁田及和田） ↔ 上水（天平邨）

於2022年7月18日投入服務，途經菁田邨、和田邨、欣田邨、兆康苑及上水站，只於平日非繁忙時間提供服務。

### 九龍巴士261P線
- 屯門（兆康苑） ↔ 上水（天平）

### 九龍巴士261S線
- 屯門（寶田邨） → 上水（天平）

只供落客，不設回程

### 九龍巴士270線
- 翠麗花園 ↺ 天平邨

循環線折返點

### 九龍巴士277E、277P線
277E
- 上水（天平） ↔ 藍田站

由九龍巴士營運的一條路線，提供上水及清河邨來往九龍灣、牛頭角、觀塘等地的特快巴士服務。於2013年8月24日開辦，是觀塘區往返北區的三條常規巴士路線之一。
277P
- 上水（天平） ↔ 藍田站

由九龍巴士營運的一條路線，是277E的特別班次，提供上水、清河邨及粉嶺南來往鑽石山、新蒲崗、九龍灣、牛頭角、觀塘等地的特快巴士服務。於2013年8月24日開辦，於每日早上及下午部份時段提供服務，是觀塘區往返北區的三條常規巴士路線之一。

## 途經路線資料

### 城巴56A線
- 屯門（菁田及和田） ↔ 粉嶺皇后山

於2022年7月18日投入服務，途經菁田邨、和田邨、欣田邨、兆康苑、上水站、天平邨及聯和墟，只於平日繁忙時間提供服務。

### 九龍巴士70K線
- 粉嶺（華明） ↺ 上水（清河）

由九龍巴士營運的一條路線，提供粉嶺南區來往上水、石湖墟及聯和墟的巴士服務。於1985年11月17日起投入服務。於1993年5月9日起改為循環運作，總站設於華明。為配合清河邨第一及第二期入伙，於2008年12月7日起繞經清河邨巴士總站。

### 九龍巴士261線
- 屯門（三聖邨） ↔ 粉嶺（祥華）

### 九龍巴士270D線
- 粉嶺（聯和墟） ↔ 深水埗

### 過海隧道巴士673線
- 上水 ↔ 中環（香港站）

於2015年9月14日投入服務，2016年10月22日改為全日提供服務並延長至此，由九巴獨自營運，途經粉嶺（聯和墟、祥華邨）、大老山隧道、東區海底隧道、銅鑼灣、灣仔、金鐘、中環及上環。

### 過海隧道巴士978A線
- 粉嶺（聯和墟） ↔ 會展站

由九龍巴士營運的一條路線，為978線的特別班次，提供聯和墟及上水往上環、中環、添馬艦及灣仔的巴士服務。於2015年8月24日起投入服務。

### 龍運巴士E43線
- 粉嶺（華明） ↔ 東涌新發展碼頭

## 過往路線
- 九龍巴士261線 (於2019年9月30日總站遷往祥華巴士總站，此站則變為中途站)

## 鄰近地點
- 天平邨
- 皇府山
- 安國新邨
- 北區公園
- 北區運動場
- 天平體育館
- 龍琛路體育館
- 梧桐河
- 育賢學校
- 石湖墟公立學校
- 上水東莞學校